# Andrew Russell Forsyth
Andrew Russell Forsyth (Glasgow, 18 de junho de 1858 — Londres, 2 de junho de 1942) foi um matemático escocês.
Foi Professor Sadleiriano de Matemática Pura da Universidade de Cambridge, de 1895 a 1910.

## Obras
- A Treatise on Differential Equations (1885)
- Theory of Functions of a Complex Variable (1893)
- Geodesics on an oblate spheroid(1895-96)
- Theory of Differential Equations (1890-1906) six volumes
- Lectures on the Differential Geometry of Curves and Surfaces (1912)
- Lectures Introductory to the Theory of Functions of Two Complex Variables(1914)
- Calculus of Variations (1927)
- Geometry of Four Dimensions (1930)
- Intrinsic Geometry of Ideal Space (1935)